# (2695) Christabel
(2695) Christabel (1979 UE; 1961 TG1; 1961 TY1) ist ein ungefähr 15 Kilometer großer Asteroid des mittleren Hauptgürtels, der am 17. Oktober 1979 vom US-amerikanischen Astronomen Edward L. G. Bowell am Lowell-Observatorium, Anderson Mesa Station (Anderson Mesa) in der Nähe von Flagstaff, Arizona (IAU-Code 688) entdeckt wurde.

## Benennung
(2695) Christabel wurde nach Christabel, der Hauptfigur des Gedichts Christabel des englischen Dichters Samuel Taylor Coleridge (1772–1834) benannt. Im Gedicht rettet Christabel beim Reiten in der Nacht eine andere hübsche Dame, die sich als Tochter des entfremdeten Freundes ihres Vaters aus der Kindheit herausstellt. Christabel versucht, beide Väter zu versöhnen.